# Reims-Cessna F406 Caravan II

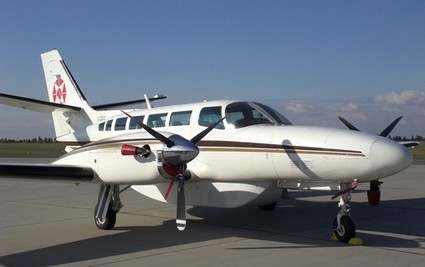
Um Cessna F406 da Air-taxi Europe

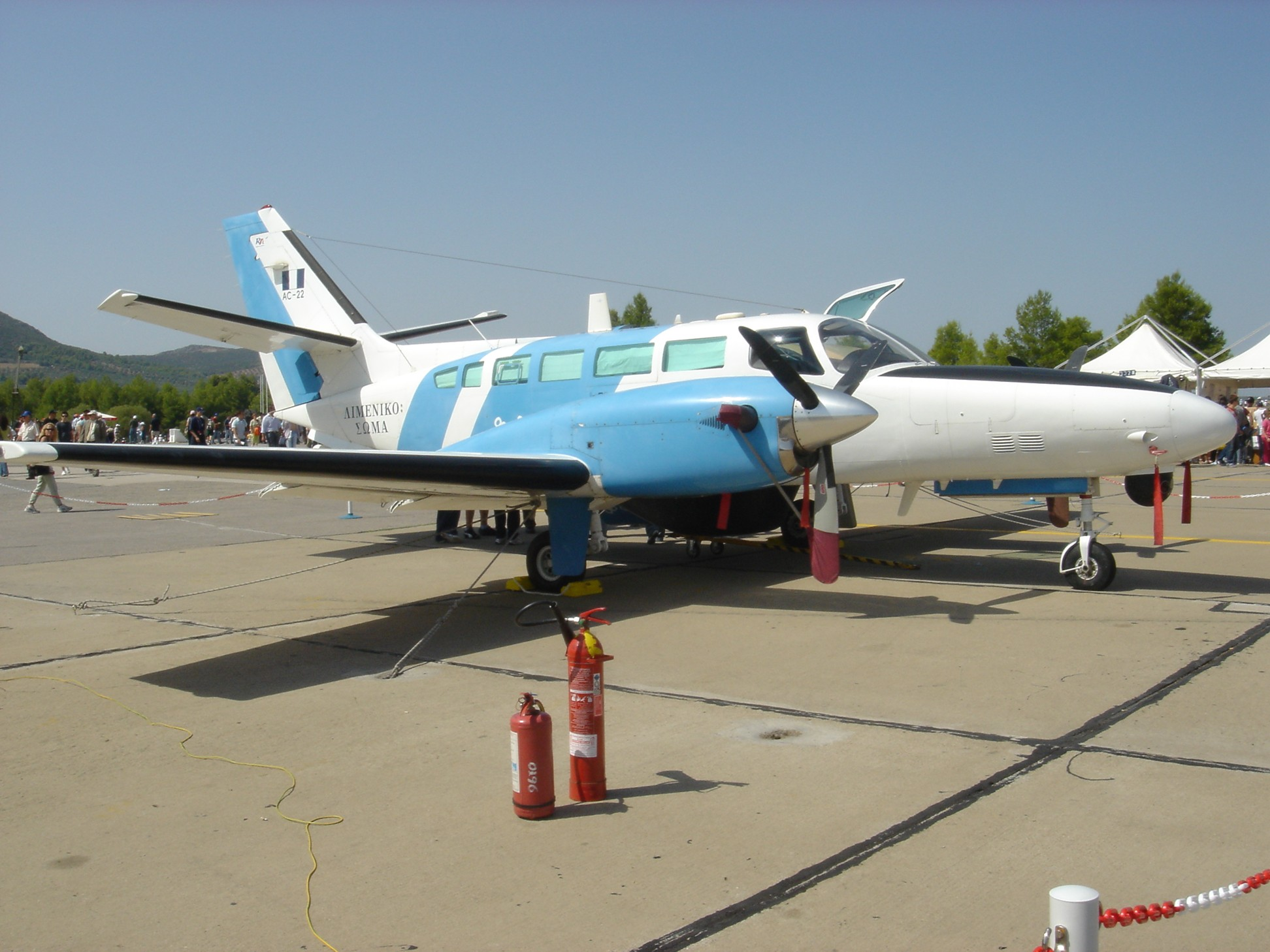
Um F406 da Guarda Costeira da Grécia

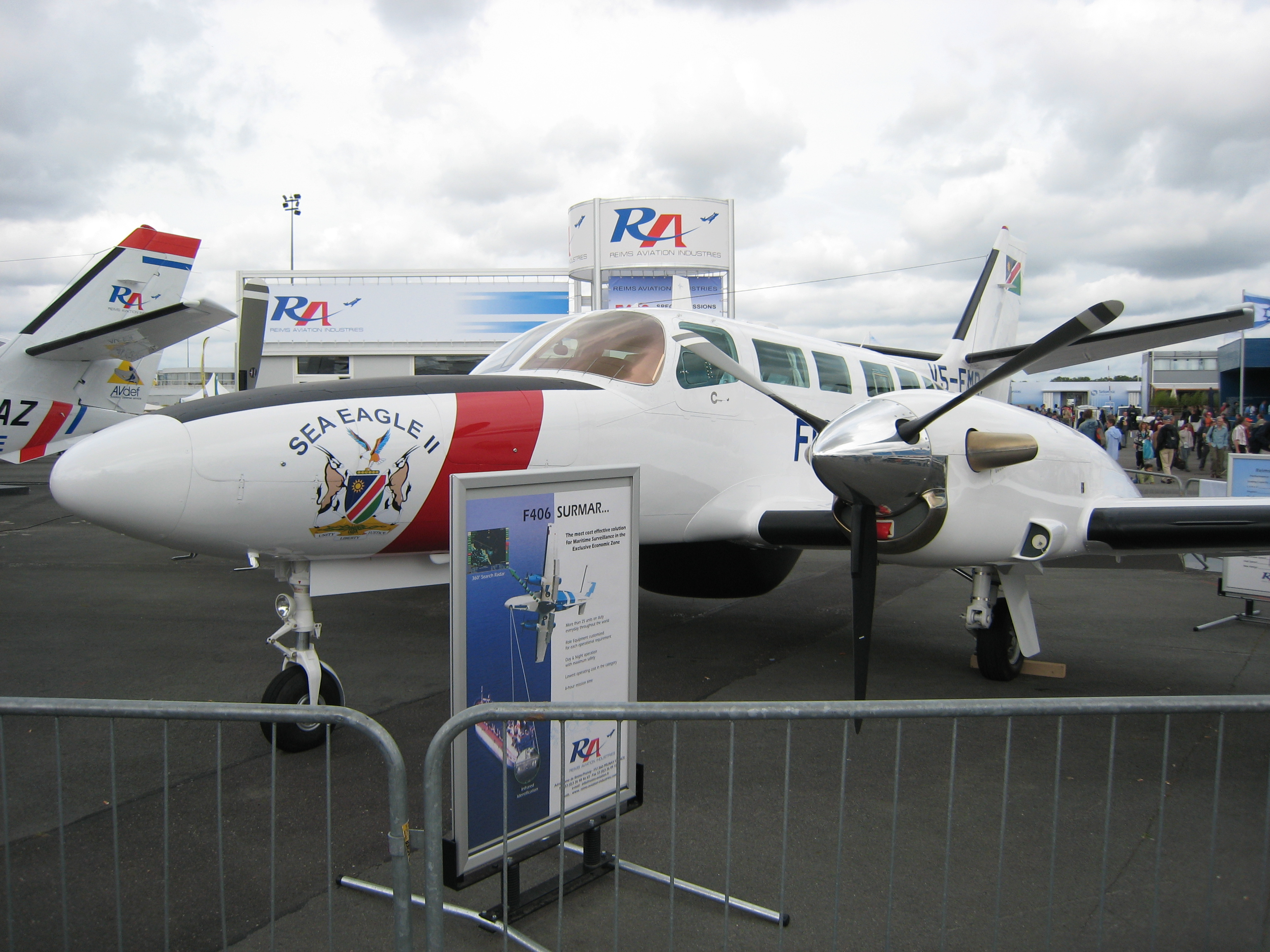
Um F406 Surmar do Ministério de Pesca e Recursos Marinhos da Namíbia no Show Aéreo de Paris em 2007

O Reims-Cessna F406 Caravan II é uma aeronave utilitária bimotora turboélice fabricado e projetado pela Reims Aviation em cooperação com a Cessna.

## Projeto e desenvolvimento
O F406 Caravan II é uma aeronave monoplana de asa baixa com 14 assentos de construção convencional de alumínio e aço. É um desenvolvimento do Cessna 404 motorizados com dois turboélices Pratt & Whitney PT6. A aeronave voou pela primeira vez em 22 de Setembro de 1983, e foi produzida pela Reims Aviation até o encerramento da empresa em 2013. Em 2014, a fabricante de motores aeronáuticos Continental Motors, Inc., subsidiária americana da Aviation Industry Corporation of China e em conjunto com a empresa de marketing francesa ASI Innovation, demonstraram interesse em comprar os direitos do F406; A Continental Motors tem a intenção de produzir novamente a aeonave, incluindo uma versão com motor a diesel, sendo o marketing feito pela ASI.
O F406 atua no transporte de passageiros e cargas pequenas, além de vigilância civil e militar. Para uma capacidade extra de carga, um porão pode ser instalado na fuselagem da aeronave. O Surmar é uma versão nova de vigilância marítima com equipamentos extras, tais como um radar 360º.
Apesar do F406 ser mais caro de operar em relação a uma aeronave monomotora com a mesma capacidade de passageiros, tal como o Cessna 208 Caravan, o fato de ter dois motores o faz cumprir com regulamentos europeus acerca de operações comerciais, que apenas permitem aeronaves multi-motoras para voos comerciais por instrumentos.
Em Março de 2014 a Reims Aviation foi adquirida pela chinesa Continental Motors Inc e renomeada ASI Aviation. Duas aeronaves incompletas foram finalizadas na França antes de uma provável mudança para Mobile (Alabama) com novos aviônicos, sistemas elétricos e hidráulicos, um novo piloto automático e uma escolha entre os motores atuais P&WC PT6A-135 ou motores a pistão: Continental GTSIO-520 e/ou Continental CD-310 (diesel). O certificado tipo apenas continha aprovação para produção de peças de reposição, e não a aeronave inteira.

## Operadores
Austrália
- Serviço de Aduana e Proteção de Fronteiras Australiano – Dois F406 operadós pela Cobham Aviation Services Australia para patrulhas marítimas.[9]

 França
- Exército de Terra Francês – Dois F406 utilizados como aeronave utilitária.
- Direção Geral de Aduana e Impostos indiretos – Utilizou sete F406 para atividades de patrulha marítima. De 2012 em diante sendo substituídos pelo Beechcraft King Air 350

 Grécia
- Guarda Costeira da Grécia – Recebeu 3 F406 para atividades de patrulha marítima desde 2001.[10]

 Mali
- Força Aérea de Mali – Três F406 pedidos.[11]

 Namíbia
- Ministério de Pesca e Recursos Marinhos – Dois F406 para monitoramento de atividades de pesca.

 Coreia do Sul
- Marinha da Coreia do Sul – Solicitou cinco F406 para rebocadores de alvo em Maio de 1997 com a entrega realizada em Novembro de 1998.[12]

 Reino Unido
- RVL Aviation Três F406 utilizados em diversas tarefas (incluindo um operando pela HRMC listado abaixo).
- Departamento de Meio Ambiente, Alimentação e Assuntos Rurais - Dois F406 operados pela DirectFlight para monitoramento de atividades de pesca.
- Her Majesty's Maritime and Coastguard Agency (HRMC) – Um F406 para detecção de poluição, identificação de embarcação e cobertura SAR (Busca e Salvamento).
- Marinha da Escócia – Dois F406 para monitoramento de atividades de pesca.